# Zed (Scuola di polizia)
Zed è un personaggio immaginario della serie cinematografica di Scuola di polizia e dell'omonima serie animata, interpretato da Bobcat Goldthwait, e doppiato da Leo Gullotta e Renato Cortesi nei film e da Enrico Maggi nella serie animata.

## Caratteristiche
Di nome completo Zed McGlunk, uno dei cadetti della scuola, nonché il selvaggio più strampalato del gruppo.

Apparso per la prima volta nel secondo film come un ladro e leader del gruppo punk; a partire dal terzo film si redime e diventa un poliziotto. Stringe amicizia con Sweetchuck e i due diventano compagni di pattuglia, soprattutto nella serie animata.
 Nel quarto film, lo vediamo innamorarsi di una fotografa del gruppo C.O.P. di nome Laura.
Zed ha molti parenti che appaiono solo nella serie animata, che vorrebbero riportarlo sulla strada del crimine; ciò non avviene mai, grazie all'aiuto di Sweetchuck.
Nel quarto film talvolta tende a dire esattamente il contrario di ciò che vuole intendere. Ad esempio quando litiga con il compagno, mentre quest'ultimo gli urla "Io ti odio!", Zed risponde "Anch'io ti vuole tanto bene", oppure quando facendogli dei complimenti Sweetchuck si arrabbia. Nella serie animata, però, nonostante le continue riluttanze di Sweetchuck su Zed, i due, per la caccia ai criminali, si dimostrano sempre d'accordo. Sempre nella serie animata, Zed ha convinto i suoi parenti a redimersi, facendoli frequentare come nuovi cadetti della scuola.